# Дан Петра и Февроније
Дан Петра и Февроније је дан сећања на Светих Петра и Февроније, као и на Февронију Нисибинску  у Руској православној цркви. Прославља се 8. јула по јулијанском календару.
У народном календару источних Словена - дан прве косидбе. Веровало се да на данашњи дан последње сирене напуштају обале дубоко у резервоаре, па је већ било безбедно за купање. 
Од 2008. године у Русији се слави Дан породице, љубави и верности посвећен Петру и Февронији.

## Историја празника
Према легенди, Муромски кнез Петар се разболео од губе, и ниједан лекар није могао да га излечи. Тада је принцу саветовано да се обрати сељанки Февронији. У замену за излечење, захтевала је од Петра да се венчају. У процесу лечења, Февронија намерно није излечила једну красту на принчевом телу, због чега се болест наставила, Февронија је поново излечила Петра, а он је био приморан да се ожени њоме, узео ју је за жену и није пожалио никада.
Како легенда каже, кнез и кнегиња су живели дуг живот заједно и ништа их није могло раздвојити. Замонашили су се, живели у различитим манастирима, али су умрли истог дана и истог часа. Православна црква их је канонизовала 1541. године. Од тада је у Русији било уобичајено да се овом пару светаца моле за добробит породице и траже од њих благослов за венчање. У извесној мери, празник Петра и Февроније се може сматрати алтернативом Дана заљубљених, само у Русији овај датум није био посвећен свим љубавницима, већ само онима који су били у браку.
Руска православна црква је канонизовала свеце 1547. године. Убрзо након канонизације, састављена је чувена " Прича о Петру и Февронији из Мурома ". Према истраживачима, прича комбинује две народно-поетске радње: бајку о огњеној змији и бајку о мудрој девојци. 
Дан црквеног поштовања светих је 25. јун по јулијанском календару, 8. јул по грегоријанском. Индикација летописа да су смрт кнеза Давида (Петра) и кнегиње и њихова сахрана пали на Светлу недељу (април 1228) поставља питање неслагања између времена смрти и датума богослужења. Црквена пракса канонизације светих говори о два датума за успостављање помена светих – на дан њихове упокојења и на дан преноса њихових светих моштију. С тим у вези, истраживачи сугеришу да је датум 25. јуна повезан са преносом моштију светог кнеза и кнегиње из трошне Борисоглебске катедрале у новоизграђену Саборну цркву Рођења Богородице, која је постојала већ у 15. веку, где су се мошти чувале до успостављања совјетске власти. Катедрала је срушена крајем 1930-их.
Због чињенице да дан сећања на Петра и Февроније пада на Петровски пост, када се не венчава, Свети синод Руске православне цркве је 25. децембра 2012. године установио други празник у знак сећања на преношење г. моштију, који се догодио 1992. године. Празник се обележава у недељу уочи 19. септембра по јулијанском календару.

## Словени
Друга имена
српски: Петар и Февронија
рус. , Февронии-русальницы; блр. ; укр. Петра і Февронії, српски: Петар и Февронија.
Традиције
Традиција је да се супружници се обраћају муромском кнезу Петру и његовој жени Февронији са молитвама за породичну срећу. 
Веровало се да је овај дан срећан за љубав и брак. 
Овај дан се сматрао и даном пуне зрелости пољског и шумског биља, које је до тада процветало у свом сјају. Све што расте на земљи – до „Ивандана у пуном соку“. 

Изреке
- Врућина овог дана - наредних 40 дана биће вруће [11]
- Пред Ивандан киша – у зарез (биће још хлеба), после Иванова дана киша – из зареза [12]
- После Ивана нема потребе за жупаном [13]
- Велико време кошења сена [8]

## Дан породице, љубави и верности
2005. године 8. јула у граду Волгограду установљен је празник „Дан светих Петра и Февроније Муромских“ руски Дан заљубљених. Оснивачи празника су биле јавне организације „Отворени свет“ и „Ми стварамо овај свет“.
Јавни покрет „Ми стварамо овај свет“ је 8. јула 2006. године одржао празник у Волгограду под називом „Руски дан љубави“.
2006. године, на иницијативу градских власти, становници Мурома прикупили су око 20.000 потписа под апелом на „Сверуски дан брачне љубави и породичне среће (у знак сећања на племените кнезове Петра и Февроније Муромске)“, у коме су позвали да се 8. јул прогласи сверуским празником, који ће бити посвећен моралним и духовним породичним вредностима.
Сверуски празник под називом „Дан породице, љубави и верности“ први пут је одржан 8. јула 2008. године. Организован је уз помоћ Фондације друштвених и културних иницијатива на чијем је челу Светлана Медведева, супруга трећег председника Русије Дмитрија Медведева.